# Congélation des sols
La congélation des sols est une technique de consolidation des sols employée par le génie civil.

## Définition

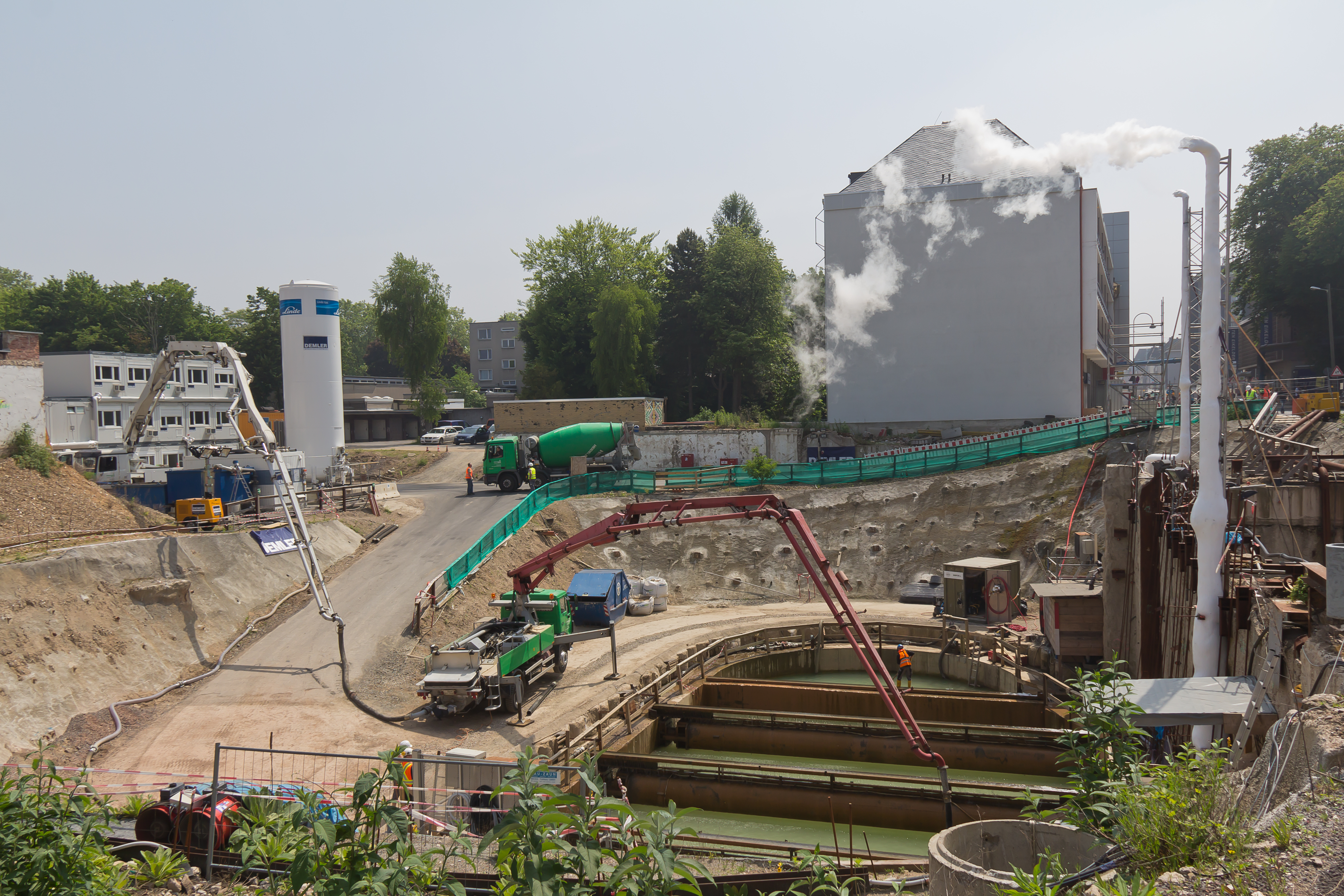
La fosse des archives historiques de Cologne est givrée avec de l'azote liquide. À l'arrière-plan, à gauche, se trouve le réservoir de stockage d'azote liquide. L'azote utilisé est rejeté dans l'atmosphère via les tuyaux de droite

En génie civil, et plus particulièrement lors du creusement de petits tunnels (Station St Michel du métro de Paris), de niches de sécurité dans de grand tunnels (tunnel Duplex A86) ainsi que pour le creusement de puits, on peut employer une technique de consolidation des sols nommée "congélation des sols". Cette technique permet d'aller excaver des terrains dans des sols saturés en eau (dans une nappe aquifère ou même sous une rivière ou un fleuve).
La congélation des terrains aquifères instables à l’azote liquide ou à la saumure est un procédé ancien, à caractère provisoire, et permet une consolidation et une étanchéité temporaire du sol. La première est reconnue sûre, rapide mais reste très onéreuse de par la quantité d’azote liquide nécessaire. Le recours à ce procédé nécessite de bien connaître les transports thermiques liés à la congélation et de bien maîtriser la technologie de mise en œuvre.
De plus, dans certains cas, cette technique peut permettre de faire des économies substantielles dans le cadre d’une bonne mise en œuvre et d’un contrôle rigoureux des opérations.

## Histoire

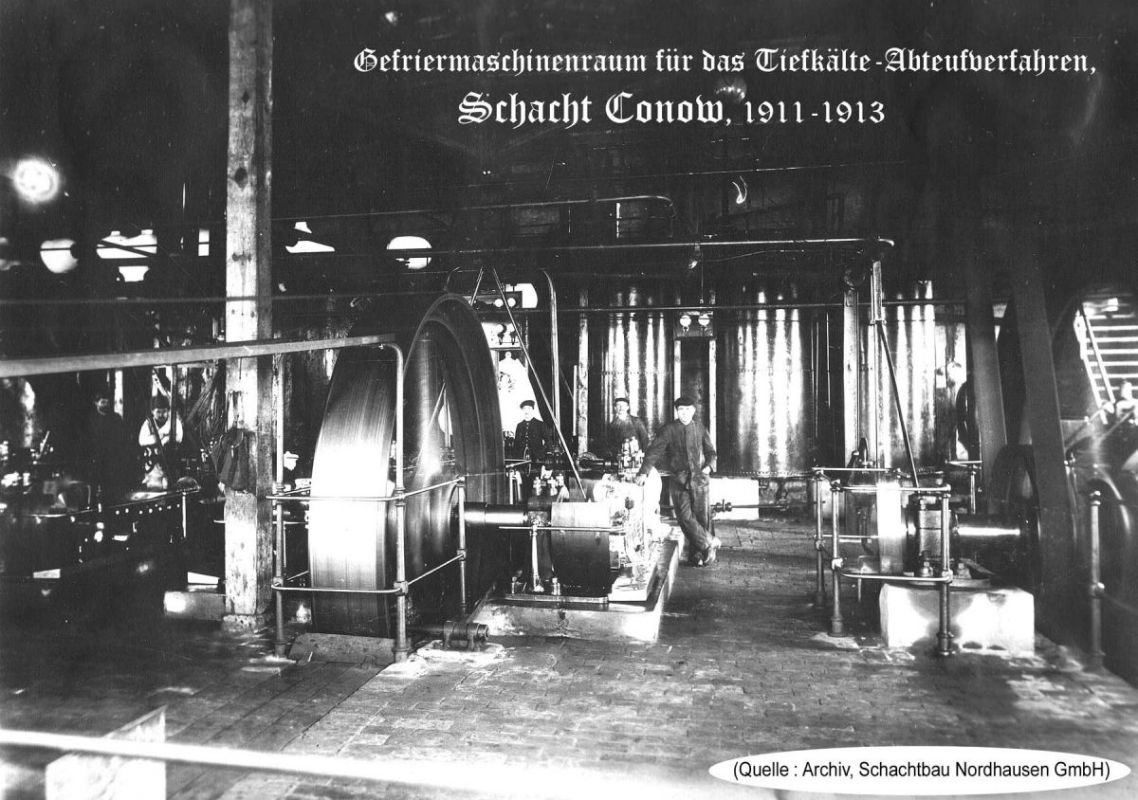
Machine frigorifique pour créer des puits de congélation, Schacht Conow (Mecklembourg-Poméranie-Occidentale), 1911-1913

Dès l'hiver 1853, des ingénieurs français ont utilisé les propriétés d'un sol naturellement gelé pour créer un puits de mine dans la roche meuble. Le froid artificiel a été utilisé pour la première fois en 1862 dans le fonçage de puits dans le Pays de Galles.
En Allemagne, le procédé a été développé en 1883 à Biendorf par l'ingénieur des mines et métallurgiste allemand Friedrich Hermann Poetsch. En 1883, il obtient pour son Processus de congélation artificielle des sols (Das Gefrierverfahren) un brevet allemand (Deutsches Reichspatent 25015), puis deux brevets américains (US Patent N° 300 891) le 24 juin 1884, (US Patent N° 360 419) le 24 mai 1887.
Il a utilisé sa technique de congélation avec succès pour la première fois en juillet août 1883 sur la mine de lignite Archibald près de Schneidlingen (Saxe-Anhalt), ainsi que dans les mines de charbon belges (charbonnage Houssu à Haine-Saint-Paul (La Louvière), en décembre 1885), puis pour l'industrie houillère française. De nombreux puits dans les mines de charbon de la Ruhr ont été creusés avec cette technique. En milieu urbain, la congélation a été employée pour la première fois à Berlin en 1885 pour la traversée souterraine d'une rivière. Sa technique a ensuite prévalu au niveau international. La technique s'est ensuite développée dans le domaine du génie civil.

## Technique
C'est de la saumure qui a été utilisée initialement puis plus tardivement de l’azote liquide, plus onéreux. Parfois, les deux types de processus sont également combinés : au début, le corps de givre est construit en utilisant la congélation par de l'azote liquide dans un temps relativement court, l'entretien du corps de gel prend alors le relais de la congélation avec de la saumure, moins onéreuse. Le sol congelé peut être aussi dur que le béton.

## Méthode de la saumure
Le froid est généré dans un cycle, comprenant trois circuits :
Le circuit de refroidissement
La saumure est principalement une solution saline aqueuse, contenant soit du chlorure de calcium, du chlorure de sodium ou du chlorure de magnésium à une température d'environ −50 °C. Le liquide de refroidissement (fluide caloporteur) circule dans les tuyaux de congélation et sert à extraire la chaleur.
Le circuit frigorifique
Pour maintenir le liquide de refroidissement à une température constante basse, des gaz tels que le dioxyde de carbone, dont le point de sublimation est de −78,5 °C, ou l'ammoniac avec un point d'ébullition de −33,4 °C sont utilisés comme réfrigérants. Dans ce qui fait office d'évaporateur, le réfrigérant liquide entre en contact avec les tuyaux de congélation provenant du sol, dans lesquels circule le réfrigérant chauffé par le sol. Le réfrigérant s'évapore et extrait l'énergie nécessaire du liquide de refroidissement, qui est ensuite refroidi à la température souhaitée et peut être alors réutilisé. Le réfrigérant désormais gazeux est comprimé dans le compresseur, mais reste gazeux et continue donc de chauffer. Dans le condenseur, la chaleur du réfrigérant est évacuée jusqu'à ce que celui-ci redevienne liquide. Le circuit de réfrigération se coupe lorsque l'évaporateur est vide.
Le circuit d'eau de refroidissement
Le circuit utilise un système de refroidissement pour garantir que le réfrigérant dans le condenseur est refroidi à la température souhaitée et liquéfié. Il s'agit d'un système fermé qui fonctionne par lui-même sans apport supplémentaire de réfrigérant. Il est particulièrement adapté aux projets de construction plus importants et plus durables. Le délai de livraison du corps de gel est assez long (jusqu'à six semaines et plus) et pendant ce temps l'apport d'énergie est nécessaire en permanence pour entretenir le circuit de réfrigération. Lorsque le processus de congélation est terminé, le corps de givre est maintenu en température par dissipation d'énergie intermittente. La température du corps de gel est mesurée en continu au moyen de capteurs de température incorporés dans le sol ainsi que dans les tubes de congélation. La chaleur n'est évacuée automatiquement qu'en cas de besoin.

## Méthode de l'azote liquide

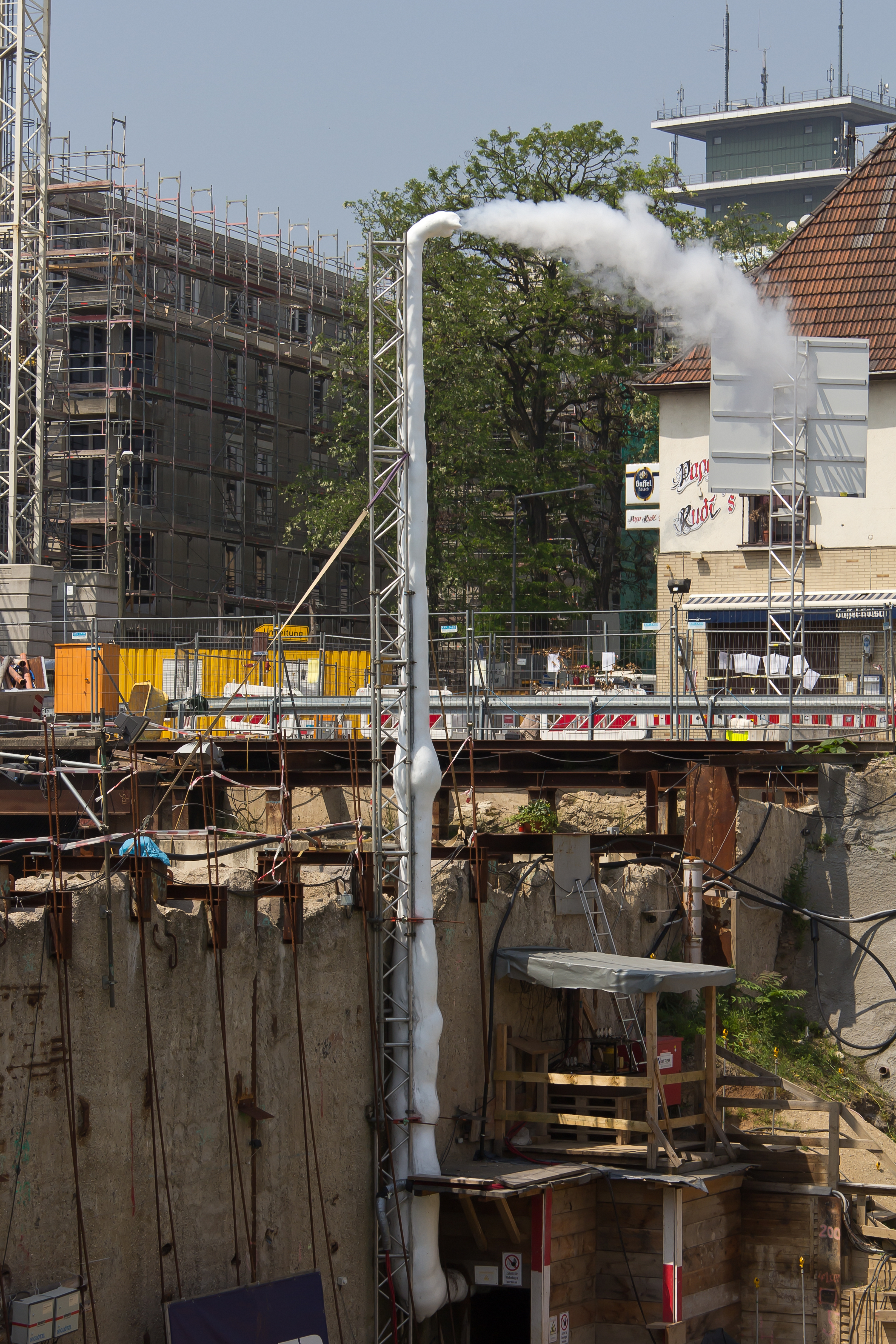
L'azote utilisé pour givrer la fosse des archives historiques de Cologne est rejeté directement dans l'atmosphère.

Avec les sols cohésifs sensibles au gel, il existe un risque de formation de lentilles de glace et de soulèvement indésirable du sol associé lors du processus de congélation lent (méthode de la saumure). L'utilisation d'azote liquide est recommandée pour ces sols, car le processus de congélation se déroule beaucoup plus rapidement et à des températures beaucoup plus basses.
Dans ce processus ouvert, l'azote liquide à une température de −196 °C sous une pression de 5 bars est envoyé dans les lances de congélation. Cette pression suffit à assurer la circulation du fluide dans les lances. L'azote s'évapore dans celles-ci et extrait la chaleur du sol environnant. La basse température entraîne un grand gradient thermique et congèle très rapidement l'eau du sol. L'azote résiduel ne peut plus être réutilisé et s'échappe dans l'atmosphère. Dans une variante rare, l'azote liquide peut également être mis en contact direct avec le sol environnant au moyen de lances perforées.
L'azote étant un consommable, il est livré dans des camions-citernes hautement isolés selon les besoins et stocké temporairement dans des réservoirs à double paroi hautement isolés. Pour des raisons économiques, le procédé est particulièrement adapté au givrage court et rapide (jusqu'à une durée de maintenance d'environ 3 mois).
Les délais pour atteindre la température de givrage souhaitée sont très courts (de l'ordre de deux à trois jours) et la méthode peut être utilisée à la fois dans les sols sensibles au gel et à des vitesses d'eau souterraine plus élevées (jusqu'à environ 11 mètres par jour). La résistance du sol ainsi congelé est généralement élevée : écrasement sous 30 à 50 bars en compression simple. Les installations sont légères, mais leur coût est élevé. Cette méthode est adaptée aux petits volumes à faible profondeur.

## Applications
La congélation du sol peut être effectuée dans les cas suivants :
- lors de la construction de tunnels dans un milieu aquifère (nappe, rivière, fleuve),
- lors de la construction de tunnels (courts), de galeries transversales (liaison entre deux tunnels) ou d'issues de secours dans une roche aquifère non consolidée,
- lors de la traversée de passages souterrains ferroviaires,
- pour étancher les parois des murs diaphragmes ou les murs des pieux forés dans une fosse d'excavation,
- pour étancher les joints entre le cuvelage et la paroi moulée,
- pour l'enfouissement de dalles de plancher sous l'eau souterraine (cage d'ascenseur),
- pour le prélèvement d'échantillons de sol non perturbés.
- pour le givrage artificiel dans les mines, lors du fonçage des puits et on parle alors du procédé du puits de congélation.

## Exemples de mise en œuvre
- En France, lors de la construction de la Ligne 4 du métro de Paris, des travaux de congélation du sol au moyen de soixante forages verticaux ont été nécessaires, fin 1908 début 1909 pour le creusement du passage sous la Seine et la ligne de chemin de fer de Paris à Orléans (aujourd'hui ligne C du RER)[7]. C'est une saumure de chlorure de calcium à −25 °C qui a été utilisée à partir du 14 décembre 1908, pendant 40 jours, par l'entreprise de travaux publics de Léon Chagnaud[8]. La réalisation de cette section, qui ne représentait que 12,14 m de longueur, a duré dix mois[Note 1].

- Aux États-Unis cette technique a été utilisée sur le projet autoroutier souterrain (Interstate 93) du Big Dig à Boston réalisé entre 1985 et la fin de 2007. Elle a permis de creuser de larges tunnels construits sous ou à travers un sol soutenant une infrastructure existante qui aurait été difficile ou coûteuse à supporter en utilisant des méthodes d'excavation plus traditionnelles, sans interruption du trafic ferroviaire et en évitant la fermeture de la gare proche[1],[Note 2].

Big Dig de Boston
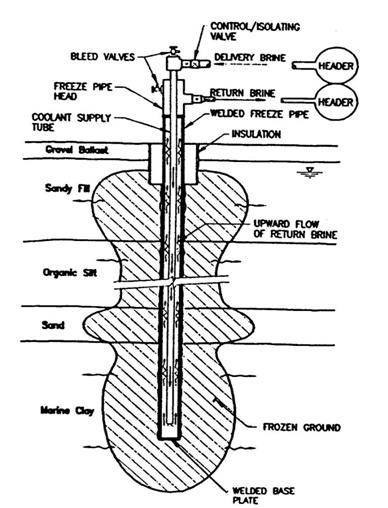
Coupe transversale d'un tuyau de congélation du sol
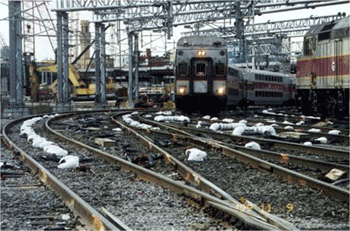
La partie supérieure blanche des vannes de congélation est visible au bord des voies ferrées

- Au Japon le sol contaminé par des éléments radioactifs qui se sont échappés à la suite du tremblement de terre et du tsunami du 11 mars 2011 à la Centrale nucléaire de Fukushima Daiichi a été confiné par la congélation du sol[9]. La société TEPCO a annoncé que le processus de la première phase de congélation du sol avec une saumure à −30 °C a commencé le 31 mars 2016 pour la construction d'un mur gelé imperméable, côté terre et s'est terminé le 31 mai 2016. La deuxième phase de congélation du sol a commencé le 6 juin 2016[10].

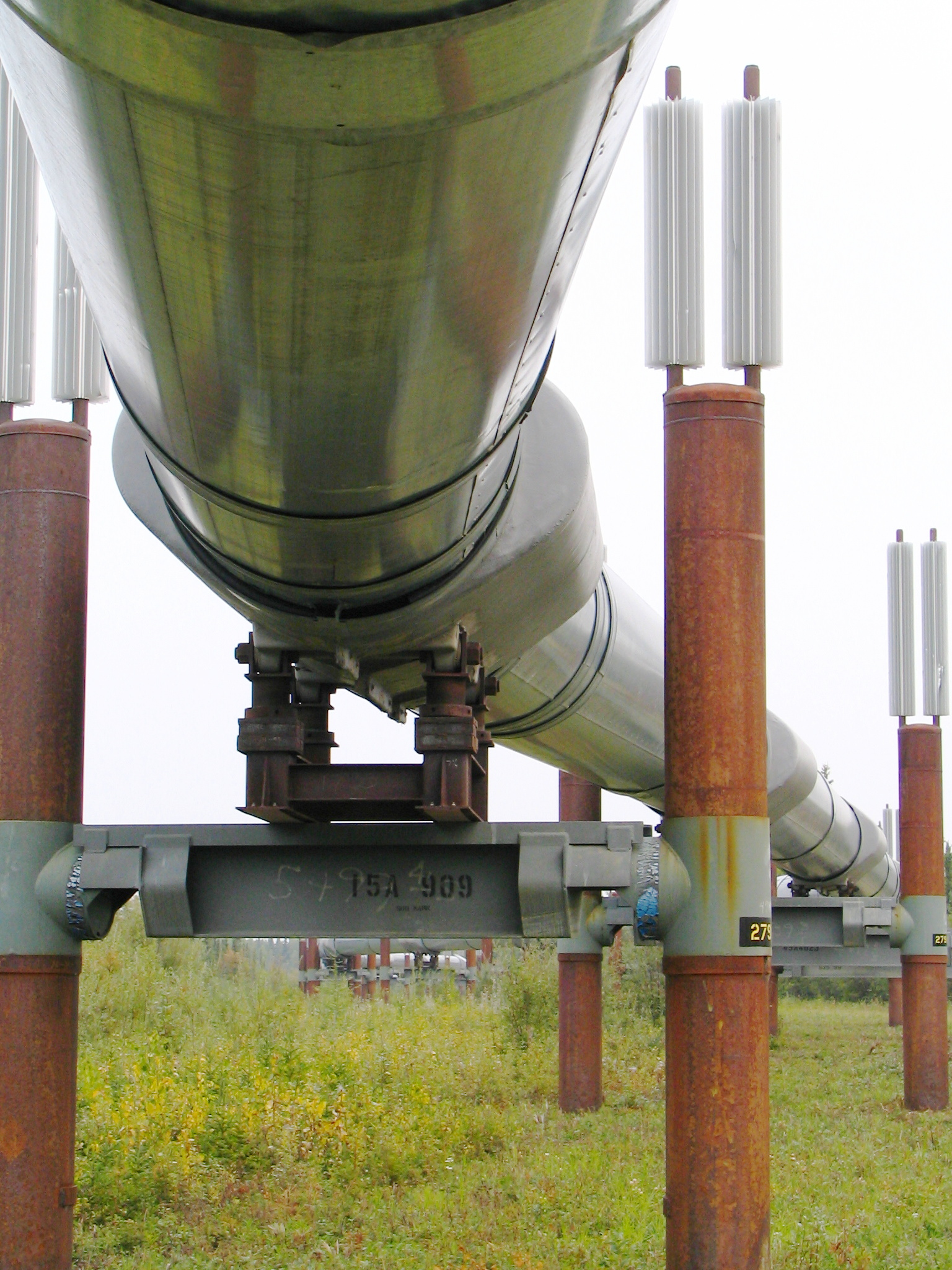
Pieds de support de pipeline en Alaska refroidis par des thermosiphons à caloduc pour garder le pergélisol gelé

- Dans le nord du Canada et dans l'Arctique de l'Alaska, des systèmes de tuyaux passifs (thermosiphons) sont utilisés qui ne nécessitent aucune alimentation externe pour garder le sol gelé. Ces systèmes utilisent des évaporateurs enterrés et des radiateurs hors sol remplis de réfrigérant liquide. Lorsque les températures ambiantes tombent en dessous des températures du sol, la vapeur liquide commence à se condenser par gravité dans le radiateur, réduisant la pression dans le système provoquant l'ébullition et l'évaporation du liquide dans l'évaporateur. Ce processus entraîne un transfert de chaleur du sol vers l'air et maintient le pergélisol dans un état gelé permanent[11]. Ce même processus de réfrigération du sol au moyen de thermosiphons passifs est utilisé dans l'Arctique russe depuis 2013 dans le projet russe Yamal LNG auquel participe la société Total pour l'exploitation des ressources du champ gazier de Tambey-Sud (ru), situé sur la péninsule de Yamal[12].

- En France depuis 2014, cette technique a été utilisée sur les chantiers des prolongements du métro de Paris (ligne 12 et ligne 14) afin d'éviter des affaissements en surface et particulièrement sous les voies du RER C. C'est une technique combinée azote liquide puis saumure à −35 °C qui a été utilisée[13].

- En Allemagne en 2017, cette technique combinée azote liquide puis saumure à −33 °C a été utilisée pour la construction du tunnel ferroviaire (en) entre Rastatt et Baden-Baden, commencée en 2013. Le 12 août 2017, un effondrement s'est produit lors de l'alésage est du tunnel, par un tunnelier, malgré la congélation préalable de la section concernée. Cet effondrement vertical d'environ 80 centimètres sur une longueur d'environ 160 mètres a non seulement affecté le tunnel, mais a également interrompu les opérations sur le chemin de fer de la vallée du Rhin, perturbant le trafic ferroviaire international, jusqu'au 2 octobre 2017[14].